# North Beach Haven
North Beach Haven é uma Região censo-designada localizada no estado americano de Nova Jérsei, no Condado de Ocean.

## Demografia
Segundo o censo americano de 2000, a sua população era de 2427 habitantes.

## Geografia
De acordo com o United States Census Bureau tem uma área de
4,5 km², dos quais 4,5 km² cobertos por terra e 0,0 km² cobertos por água.

## Localidades na vizinhança
O diagrama seguinte representa as localidades num raio de 12 km ao redor de North Beach Haven.